# Ranies
Ranies − dzielnica miasta Schönebeck (Elbe) w Niemczech, w kraju związkowym Saksonia-Anhalt, w powiecie Salzland.
Do 31 grudnia 2008 Ranies było samodzielną gminą należącą do wspólnoty administracyjnej Schönebeck.